# Andrej Miklavc
Andrej Miklavc, slovenski alpski smučar, * 5. junij 1970, Žabnica.
Miklavc je za Slovenijo nastopil na Zimskih olimpijskih igrah 1992 in 1994 in 1998.
Leta 1992 je v Albertvillu nastopil v slalomu in veleslalomu. V slalomu je osvojil 17. mesto, v veleslalomu pa 24. Leta 1994 je v Lillehammerju nastopil samo v slalomu in osvojil 10. mesto. Leta 1998 je v Naganu spet nastopil samo v slalomu, vendar je takrat odstopil že na prvi progi.
Leta 1995 je zmagal na slalomu za svetovni pokal v Park Cityju v ZDA.

## Dosežki v svetovnem pokalu

### Zmage (1)
| Št. | Sezona  | Datum             | Kraj      | Disciplina |
| --- | ------- | ----------------- | --------- | ---------- |
| 1.  | 1995-96 | 26. november 1995 | Park City | Slalom     |